# بيل جونسون (لاعب كرة قاعدة)
بيل جونسون (بالإنجليزية: Bill Johnson)‏ هو لاعب كرة قاعدة أمريكي، ولد في 18 أكتوبر 1892 في شيكاغو في الولايات المتحدة، وتوفي في 5 نوفمبر 1950.

## وصلات خارجية
- ويليام جونسون على موقعبيزبول رفرنس.كوم (الدوري الرئيسي) (الإنجليزية)